# Historia demográfica de Palestina (región)
La población de la región de Palestina, que corresponde aproximadamente al Israel moderno y los territorios palestinos, ha variado tanto en tamaño como en composición étnica a lo largo de la historia de Palestina.
Los estudios de los cambios demográficos de Palestina a lo largo de los milenios han demostrado que una mayoría judía en el siglo I d. C. había cambiado a una mayoría cristiana en el siglo III d. C., y más tarde a una mayoría musulmana, que se cree que existió en la Palestina del Mandato (1920-1948) desde al menos el siglo XII d. C., durante el cual se completó el cambio total al idioma árabe.
| 1st c.                                                                                              | Mayoría | –       | –       | ~1,250  |
| 4th c.                                                                                              | Mayoría | Minoría | –       | >1st c. |
| 5th c.                                                                                              | Minoría | Mayoría | –       | >1st c. |
| End 12th c.                                                                                         | Minoría | Minoría | Mayoría | >225    |
| 14th c.                                                                                             | Minoría | Minoría | Mayoría | 150     |
| 1533–1539                                                                                           | 5       | 6       | 145     | 156     |
| 1553–1554                                                                                           | 7       | 9       | 188     | 205     |
| 1690–1691                                                                                           | 2       | 11      | 219     | 232     |
| 1800                                                                                                | 7       | 22      | 246     | 275     |
| 1890                                                                                                | 43      | 57      | 432     | 532     |
| 1914                                                                                                | 94      | 70      | 525     | 689     |
| 1922                                                                                                | 84      | 71      | 589     | 752     |
| 1931                                                                                                | 175     | 89      | 760     | 1.033   |
| 1947                                                                                                | 630     | 143     | 1.181   | 1.970   |
| Estimaciones de Sergio DellaPergola (2001), basadas en el trabajo de Bachi (1975). Cifras en miles. |         |         |         |         |